# Impossible Creatures
Impossible Creatures je realtimová strategie vytvořená v roce 2003 společností Relic Entertainment a vydaná společností Microsoft Game Studios pro Windows.

## Hra

### Editor jednotek
Základem hry je to, že si hráč může vytvářet svoje vlastní jednotky, v kampani během hry a ve skirmishi (souboji) a multiplayeru předem. Tvorba nových jednotek spočívá v tom, že si hráč vybere dvě zvířata a určí, která část těla následné jednotky bude patřit kterému zvířeti, čímž může měnit její vlastnosti. Počet surovin potřebný k výrobě jednotky je však úměrný její síle a speciálním schopnostem. Hráč může mít v armádě až 9 druhů jednotek.

### Hraní
Ve hře existují 2 suroviny: uhlí a elektřina. Elektřinu lze získávat elektrickými tyčemi nebo geotermální elektrárnou postavenou na gejzíru. Uhlí, které je však vyčerpatelné, musí těžit pomocníci.
Jednotky se vyrábějí v pozemních, vodních nebo leteckých kasárnách. Pro výrobu těch složitějších je třeba nejprve provést výzkum.